# کانر پرنس
کانر پرنس (انگلیسی: Conner Prince؛ زادهٔ ۲۸ مارس ۲۰۰۰) تیرانداز اهل ایالات متحده آمریکا است.
وی در مسابقات کشوری و بین‌المللی در مجموع برندهٔ ۳ مدال طلا، ۴ مدال نقره شده است.